# Der Herr der Nussknacker
Der Herr der Nussknacker (Originaltitel: Lord of the Nutcracker Men) ist ein Jugendroman des kanadischen Schriftstellers Iain Lawrence. Erzählt wird die Geschichte eines Jungen, der die Zeit des Ersten Weltkrieges bei seiner Tante in Cliffe statt in London verbringt. Von seinem Vater, der an der Front kämpft, erhält er regelmäßig Briefe, die zu Beginn voller Zuversicht und Kriegsbegeisterung sind, nach und nach aber immer mehr von den Schrecken des Krieges berichten. Dabei werden Themen wie Krieg, Erwachsenwerden und Menschlichkeit aus der Perspektive eines Kindes behandelt.
Der Herr der Nussknacker erschien 2001 beim Verlag Delacorte Press in englischer Sprache und 2004 beim  Verlag Freies Geistesleben  in deutscher Übersetzung. Es wurde von Christoph Renfer ins Deutsche übersetzt.
Das Echo der Presse war positiv; so schrieb Franziska Augstein in der Süddeutschen Zeitung: » Das Buch verdient einen Preis, einen Jugendbuchpreis so dick und groß wie Johnnys rosenzweiggestopfte Guy-Fawkes-Puppe « (Süddeutsche Zeitung).

## Inhalt
Der zehnjährige Johnny lebt kurz nach Beginn des Ersten Weltkrieges mit seinen Eltern in London. Sein Vater, ein Spielzeugmacher, hat ihm eine prachtvolle Nussknacker-Armee geschenkt und erweitert Johnnys Repertoire stetig um französische und englische Soldaten. Er meldet sich freiwillig zur Armee und fährt in dem festen Glauben, Weihnachten wieder zuhause zu sein. Johnny wird von seiner Mutter zu seiner Tante Ivy aufs Land geschickt. Johnny erhält einen ersten Brief nebst einem Spielzeugsoldaten von seinem Vater, und von nun an treffen regelmäßig Briefe mit Soldaten von seinem Vater ein.
Im Garten seiner Tante spielt Johnny mit den Spielzeugsoldaten die Grabenkämpfe der echten Soldaten an der Front nach, wobei die Nussknacker die deutsche Armee darstellen. Sarah, deren Vater Leutnant ist, gesellt sich zu ihm.
Johnny erlebt die Auswirkungen, die der Krieg auch in Cliffe hat, hautnah. Der Postbote, bei dem er den Vormittag verbringt, erhält ein Telegramm mit einer Todesnachricht, die er den Eltern des Gefallenen überbringen muss. Entsetzt von dem Schrei, den die Mutter, Mrs. Sims, ausstößt, flüchtet Johnny nach Hause, wo ihn allerdings schon sein Lehrer Mr. Tuttle erwartet und sein Schulschwänzen mit wöchentlichem Einzelunterricht gestraft wird. Dem Brief des Vaters liegt diesmal eine Figur bei, die den Vater selbst darstellt. Stolz platziert Johnny sie auf seinem Schlachtfeld.
Die Briefe des Vaters werden langsam deutlich düsterer als die vorherigen. Im Garten spielen Johnny und Sarah „Überraschungsangriff“, wobei Sarah wie selbstverständlich das Kommando übernimmt. Wie auch auf Johnnys Schlachtfeld war sein Vater tatsächlich bei einem Überraschungsangriff beteiligt, von dem er ausführlich berichtet. Beim Spielen trifft Johnny den Wachtmeister, einen Soldaten und alten Freund seines Vaters, in dem er Murdoch Sims erkennt, dem die Todesnachricht an Mr. und Mrs. Sims galt.
Der Vater kündigt in seinem Brief an, dass man auf einen Angriff der Deutschen warte. In seinem Spiel nimmt Johnny mit Sarah diese Schlacht vorweg. Er bricht sie allerdings ab, als er merkt, dass die Figur, die seinen Vater darstellt, im Gegensatz zu allen anderen stark mitgenommen ist und sogar einen Haarriss aufweist.
Am nächsten Tag erfährt Johnny, dass Sahras Vater gefallen ist. Johnny ist davon überzeugt, dass er durch sein Spiel den Tod von Sarahs Vater verursacht hat. Die Figur seines Vaters sieht immer angeschlagener aus und Johnny hat Angst um seinen echten Vater. Die Figur bricht sogar entzwei und muss von Tante Ivy versorgt werden. Johnny hofft inständig, dass sich dies nicht auch auf dem echten Schlachtfeld wiederholt. Johnny bewirft seine Nussknacker bis spät in die Nacht mit Steinen und Dreck, in der Hoffnung, den Krieg beeinflussen zu können. Zum wiederholten Male sieht er Murdoch, der immer kränker wirkt. Auf der Marke, die dieser ihm überreicht, steht jedoch ein anderer Name und niemand will Johnny Glauben schenken.
Mittlerweile ist auch Johnny klar, dass sein Vater nicht so bald heimkehren wird. Trotzdem stellen er und Tante Ivy einen Weihnachtsbaum auf und laden Mr. Tuttle ein, mit ihnen das Weihnachtsfest zu verbringen.
Wieder trifft Johnny im Wald Murdoch, der mittlerweile im Sterben liegt und ihm sein Geheimnis offenbart: Er hat sich selbst ins Bein geschossen, um nicht weiter kämpfen zu müssen, und, als die Ärzte Verdacht schöpften, seine Identität mit der eines im Lazarett Verstorbenen getauscht, um nicht wegen Fahnenflucht hingerichtet zu werden. Voller Scham traut er sich nicht, nach Hause zurückzukehren. Johnny muss Tante Ivy von Murdoch erzählen, denn er hat seinen Mantel bei ihm vergessen. Sie bringen ihn zu Mr. Tuttles Haus, wo er wieder aufgepäppelt wird. Auch Mr. und Mrs. Sims werden informiert und besuchen ihren Sohn. Das Weihnachtsfest begehen Johnny und Tante Ivy zusammen mit Mr. Tuttle. Seine Soldaten packt Johnny in eine Kiste, wo sie bis zum Kriegsende bleiben.
Zum Ende hin gewährt das Buch einen Ausblick auf die Zukunft: Johnnys Vater überlebt den Krieg und kehrt vier Jahre später als alter Mann nach Hause zurück, seine Mutter stirbt wenige Jahre nach Kriegsende. Tante Ivy und Mr. Tuttle heiraten und Murdoch, dessen Geheimnis vom ganzen Dorf bewahrt wird, wird Johnny ein guter Freund.

## Figuren

### Hauptfiguren
Johnny Biggs
Johnny ist der Protagonist des Buches. Er ist etwa zehn Jahre, als der Erste Weltkrieg ausbricht und wird anfangs ganz von der allgemeinen Kriegsbegeisterung mitgerissen. Im Garten seiner Tante spielt er mit seinen Spielzeugsoldaten den Krieg nach und ist fest davon überzeugt, dass er mit seinem Spiel den echten Krieg beeinflussen kann. Zu den anderen Kindern des Dorfes hat Johnny kaum Kontakt, nur Sarah spielt ab und zu mit ihm.
Mr. Biggs
Johnnys Vater ist Spielzeugmacher, und zwar „der beste von ganz London“ (S. 7). Als die Mindestgröße der Armee herabgesetzt wird, meldet er sich freiwillig zum Kriegsdienst. Von der Front schickt er Johnny regelmäßig Briefe und geschnitzte Soldaten, die oft Bezug auf aktuelle Geschehnisse und die Stimmung des Vaters nehmen. Er überlebt den Krieg und kehrt 1918 nach London zurück, ist jedoch „abgemagert und gealtert“ (S. 217).
Tante Ivy
Johnnys Tante ist alleinstehend und lebt in einem abgelegenen Haus mit großem Garten in Cliffe. Sie ist die Schwester des Vaters und nimmt Johnny im Oktober 1914 bei sich auf. Johnny kann sie nicht leiden und nennt sie „Tante Kratzbürste“ (S. 18). Charakteristisch sind „das Poltern ihrer Schuhe und das Reiben des schweren Kleiderstoffs an ihren Beinen.“ (S. 27), zwei Geräusche, die sie immer begleiten. In jeder freien Minute strickt sie Socken für die Soldaten an der Front.

### Nebenfiguren
Mr. Tuttle
Mr. Tuttle ist der Lehrer des Dorfes. Seine Frau ist schon in jungen Jahren verstorben und das einzige, was von ihr geblieben ist, sind ihre Rosen, die Mr. Tuttle aufopferungsvoll pflegt. Als er Johnny beim Schulschwänzen erwischt, verordnet er wöchentlichen Einzelunterricht. Durch die Stunden entwickelt Johnny ein enges Verhältnis zu Mr. Tuttle. Auch Tante Ivy hat den Lehrer sichtlich gern. Nach dem Krieg heiraten sie.
Mrs. Biggs
Johnnys Mutter schreibt ihrem Sohn ebenfalls regelmäßig Briefe. Darin berichtet sie vor allem darüber, dass trotz des Männermangels in den Betrieben keine Frauen eingestellt werden. Sie kehrt schließlich an ihren alten Arbeitsplatz im Arsenal in Woolwich unweit von London zurück, da auch sie ihren Beitrag leisten möchte. Da sie dort täglich mit giftigen Substanzen arbeitete, waren ihre Hände bald schon gelb verfärbt und „sie wurde diese hässliche Farbe nie mehr los“ (S. 216). 1923 stirbt sie vermutlich an den Folgen dieser Arbeit „als noch junge, schöne Frau“ (S. 216).
Sarah
Sarah ist der „einzige Mensch, der nett zu [Johnny] war“ (S. 27) Doch leider ist sie ein Mädchen „und das war fast so schlimm, wie überhaupt keinen Freund zu haben“ (S. 27). Ihr Vater ist Leutnant und Sarah kennt sich in der Kriegsführung bestens aus, weshalb sie beim Spiel oft das Kommando übernimmt. Nachdem ihr Vater fällt, spielt sie nicht mehr mit Johnny, denn auch sie ist davon überzeugt, dass das, was im Garten von Tante Ivy in Miniatur geschieht, auch im echten Krieg passiert.
Murdoch Sims
Murdoch Sims kämpfte an der Front, bis er sich aus Verzweiflung selbst ins Bein schoss. Auf der Überfahrt nach England erliegt ein Kamerad seinen Verletzungen und Murdoch nimmt dessen Identität an, da er vermutet, die Ärzte hätten Verdacht geschöpft und er solle wegen Fahnenflucht hingerichtet werden. Voller Angst und Scham kann er nicht in sein Elternhaus zurückkehren und geistert durch den Wald von Cliffe, wo er Johnny mehrmals trifft. Nachdem er durch Johnnys Hilfe dem Tode entrinnt, hütet das ganze Dorf sein Geheimnis, und er betätigt sich schriftstellerisch unter einem Pseudonym.